# Кубышев, Владимир Алексеевич
Влади́мир Алексе́евич Кубышев (1 февраля 1928, Ленинское, Вятская губерния — 12 августа 1989) — советский учёный, академик ВАСХНИЛ (1978), доктор технических наук (1969), профессор (1970).

## Биография
Родился 1 февраля 1928 года в селе Ленинское (ныне — Шабалинского района Кировской области).
В 1951 году окончил Челябинский политехнический институт.
Видный учёный в области механизации сельскохозяйственного производства, уборки и послеуборочной обработки зерновых культур.
С 1951 работал ассистентом, старшим преподавателем, доцентом (1958—1962) кафедры сельскохозяйственных машин, проректором по научной работе (1962—1972) Челябинского института механизации и электрификации сельского хозяйства.
С 1972 по 1980 года являлся директором Сибирского НИИ механизации и электрификации сельского хозяйства.
Академик-секретарь Отделения механизации и электрификации сельского хозяйства ВАСХНИЛ (1980—1982), одновременно (1981—1983) — директор ВНИИ механизации сельского хозяйства (ВИМ).
Вице-президент ВАСХНИЛ (1982—1989).
Руководитель отдела прогнозирования и разработки системы индустриальных технологий и машин для комплексной механизации растениеводства ВИМ (1985—1989).
Внес значительный вклад в совершенствование технологии уборки и послеуборочной обработки зерна, в разработку машинных технологий возделывания сельскохозяйственных культур, создание диагностической техники, почвообрабатывающих орудий.

## Награды
Награждён орденами Трудового Красного Знамени (1979), Дружбы народов (1988), медалями СССР, медалью Эрвина Баура Академии сельскохозяйственных наук ГДР (1988). Автор более 100 научных трудов, в том числе 13 книг и брошюр. Имеет 50 авторских свидетельств на изобретения.
На фасаде агроинженерной академии (ранее институт механизации и электрификации сельского хозяйства), где Владимир Алексеевич работал с 1951 по 1972 годы, в память о нём установлена мемориальная доска.

## Научная деятельность
Основные направления научной деятельности:
- Интенсификация и автоматизация процессов сепарации зерна;
- Разработка технологических основ оптимизации.
- Создание систем управления поточных линий обработки зерна;
- Создание системы зерноочистительных машин;
- Разработка индустриальной технологий уборки зерновых культу и техники для их реализации[4].

### Основные труды
- Памятка механизатора сельского хозяйства. Ч. 2. С.-х. машины: Правила пр-ва основных полевых работ: Машины для механизации основных процессов в животноводстве / Соавт.: В. И. Виноградов и др. — Челябинск: Кн. изд-во, 1958. — 479 с.
- Использование зерноочистительных машин. Челябинск, 1959. Соавт. А. И. Любимов;
- Гидравлические навесные системы тракторов / Соавт.: Н. З. Михеев и др. — Челябинск: Кн. изд-во, 1960. — 130 с.
- Расчет зерноуборочных машин / Соавт.: Г. Д. Терсков, А. И. Любимов. — 2-е изд., перераб. — М.; Свердловск: Машгиз, 1961. — 215 с.
- Рекомендации по увеличению производства сельскохозяйственных культур и продуктов животноводства по зоне Урала / Соавт.: И. Е. Ульман и др.; Урал. НИИСХ. — М.: Изд-во М-ва пр-ва и заготовок с.-х. продуктов РСФСР, 1963. — 485 с.
- Повышение производительности зерноуборочных машин / Соавт.: К. Г. Колганов, Б. Н. Четыркин. — Челябинск, 1965.
- Опыт очистки овса от овсюга / Соавт. А. А. Кузнецов. — Челябинск, 1969.
- Использование техники на уборке зерновых культур: Метод. рекомендации / Соавт.: Г. Е. Чепурин и др. — Новосибирск, 1974. — 81 с.
- Механизация агропромышленного производства: тенденции развития // Вестн. с.-х. науки. — 1989. — № 7. — С. 31-34[5].